# Einhundertvier
EINHUNDERTVIER (Englisch: One Hundred Four, Portugiesisch: Cento e Quatro) ist ein mehrfach preisgekrönter deutscher Dokumentarfilm von Jonathan Schörnig. Es geht um Seenotrettung im Mittelmeer und die Frage, warum Hunderten Schiffbrüchigen die Hilfe verweigert wird und warum die, die ihnen helfen, kriminalisiert werden. 

## Inhalt
Der Film zeigt eine Seenotrettung im Mittelmeer im Jahr 2019 ungeschnitten im Split Screen aus bis zu sechs Perspektiven gleichzeitig.
Luc-Carolin Ziemann schreibt für DOK-Leipzig: "Jonathan Schörnig beschäftigte das Dilemma der mangelnden Wahrnehmung und er beschloss, eine Seenotrettung als Echtzeitdokumentation auf die Leinwand zu bringen, um zu zeigen, wie quälend lange es dauert, 104 Personen von einem sinkenden Gummiboot zu bergen. Mensch für Mensch, Schritt für Schritt begleitet der Film die Aktion mit mehreren parallelen Kameras. Mit dem Auftauchen der libyschen Küstenwache spitzt sich die Lage zu. Tagelang harren die Geretteten und die Crew auf hoher See aus, da kein Mittelmeerland ihnen erlaubt anzulegen. Erst nach einem schlimmen Sturm erbarmt sich ein Hafen. Was wie ein schlechtes Drehbuch klingt, ist tatsächlich – tägliche – Realität."

## Preise

### 2023
- DOK Leipzig
  - Gewinner des Dokumentarfilmpreis des Goethe-Instituts „Goldene Taube“[1]
  - Filmpreis Leipziger Ring[2]
  - Dokumentarfilmpreis des Goethe-Instituts[3]
  - ver.di Preis für Solidarität, Menschlichkeit und Fairness[4]

### 2024
- Best Documentary in the International Competition: Feature or Medium-Length Films. International Documentary Film Festival São Paulo: „It’s all true – Bester Langfilm“ – Oscarnominierungsqualifikation[5]

### 2025
- Gewinner des Grimme-Preis 2025 in der Kategorie Information und Kultur[6]